# McLain (Mississippi)
McLain é uma cidade  localizada no estado americano de Mississippi, no Condado de Greene.

## Demografia
Segundo o censo americano de 2000, a sua população era de 603 habitantes.
Em 2006, foi estimada uma população de 579, um decréscimo de 24 (-4.0%).

## Geografia
De acordo com o United States Census Bureau tem uma área de
8,9 km², dos quais 8,8 km² cobertos por terra e 0,1 km² cobertos por água. McLain localiza-se a aproximadamente 29 m acima do nível do mar.

## Localidades na vizinhança
O diagrama seguinte representa as localidades num raio de 32 km ao redor de McLain.